# Грот Пушкина
Пушкинский грот — памятник архитектуры и истории. Сооружён в начале XIX века для отдыха и защиты от непогоды в г. Феодосии.
Находится на территории бывшей дачи губернатора Феодосии, С. М. Броневского, а ныне — Центра медицинской реабилитации и санаторного лечения Министерства обороны России сохранилось небольшое каменное сооружение с колоннами. Феодосийцы называют это место Пушкинским гротом, так как именно тут в августе 1820 отдыхал, когда останавливался на несколько дней у губернатора, великий русский поэт Александр Сергеевич Пушкин.

## История
По дороге с Кавказа в Гурзуф поэт заехал на несколько дней в Феодосию. А. С. Пушкин путешествовал вместе с семьей генерала Н. Н. Раевского. В письме своему брату поэт писал о пребывании в Феодосии и знакомстве с бывшим градоначальником Феодосии Броневским:
«Из Керчи приехали мы в Кефу (Феодосию), остановились у Броневского, человека почтенного по непорочной службе и по бедности. Теперь он под судом и, подобно старику Вергилию, разводит сад на берегу моря, недалеко от города … Он не ученый человек, но имеет большие сведения о Крыме, стороне важной и запущенной».
Из Феодосии в Гурзуф А. С. Пушкин отправился на парусном сторожевом судне «Мингрелия». На борту судна он написал своё первое стихотворение, посвящённое морю:
Погасло дневное светило,

На море синее вечерний пал туман,

Шуми, шуми, послушное ветрило,

Волнуйся подо мной, угрюмый океан…
В память о пребывании А. С. Пушкина в Феодосии установлены мемориальные доски, на ул. Генерала Горбачёва они находятся на зданиях, принадлежащих военному санаторию. Надпись на мраморе гласит: «Тут 16-18 августа 1820 останавливался проездом в Гурзуф великий русский поэт Александр Сергеевич Пушкин».

## Фотогалерея
- Фасад грота Пушкина, Феодосия.
- Распашные ворота грота Пушкина, Феодосия, Крым.
- Роспись в гроте Пушкина, Феодосия, фрагмент 1.
- Роспись в гроте Пушкина, Феодосия, фрагмент 2.
- Роспись в гроте Пушкина, Феодосия, фрагмент 3.